# 谷口将紀
谷口 将紀（たにぐち まさき、1970年 - ）は、日本の政治学者。専門は現代日本政治論。博士（法学）（東京大学・2003年3月）。

## 略歴
神奈川県生まれ。栄光学園中学校・高等学校を経て、1993年東京大学法学部第3類（政治コース）卒業。
東京大学大学院法学政治学研究科助手を経て、1996年に助教授就任。2000年スタンフォード大学客員研究員（〜2002年）。東京大学大学院法学政治学研究科准教授を経て，2009年11月には同研究科教授に就任した。佐々木毅に師事した。
妻は政治学者、政治心理学者で慶應義塾大学大学院システムデザイン・マネジメント研究科教授の谷口尚子。

## 著書

### 単著
- 『日本の対米貿易交渉』（東京大学出版会、1997年）
- 『現代日本の選挙政治――選挙制度改革を検証する』（東京大学出版会、2004年）
- 『政党支持の理論』岩波書店、2012
- 『政治とマスメディア』東京大学出版会、2015
- 『現代日本の代表制民主政治』東京大学出版会、2020年

### 共編著
- （佐々木毅・吉田慎一・山本修嗣）『代議士とカネ――政治資金全国調査報告』（朝日新聞社, 1999年）
- （福田有広）『デモクラシーの政治学』（東京大学出版会、2002年）
- （サミュエル・ポプキン・蒲島郁夫）『政治空間の変容と政策革新（5）メディアが変える政治』（東京大学出版会, 2008年）